# Šimon Vaníček
Šimon Vaníček, né le 1er octobre 1999 à Žacléř, est un coureur cycliste tchèque. Il est membre de l'équipe ATT Investments.

## Biographie
Šimon Vaníček est originaire de Žacléř. Il commence le cyclisme durant son enfance par le VTT, avant de basculer vers le cyclo-cross. Dans cette dernière discipline, il devient champion de Tchéquie junior en 2016. Il représente aussi son pays natal à plusieurs reprises aux championnats d'Europe ou aux championnats du monde. Sur route, il termine troisième du championnat de Tchéquie du contre-la-montre juniors en 2017. Il réalise par ailleurs une bonne saison 2023 en obtenant plusieurs victoires sur des courses d'envergure nationale. La même année, il prend la troisième place du championnat de Tchéquie en ligne chez les élites.
En 2024, il intègre l'équipe continentale ATT Investments. Doté d'une certaine pointe de vitesse, il obtient de bons résultats sur le circuit de UCI Europe Tour en terminant quatrième de la Ronde de l'Oise et du Mémorial Andrzej Trochanowski. Il se classe également cinquième d'une étape du Tour de Roumanie, huitième d'une étape du Tour de Slovaquie, ou encore dixième d'une étape du Tour de Bretagne.
Au printemps 2025, il se distingue lors de la Flèche du Sud en finissant deuxième de la dernière étape et dixième du classement général. Quelques semaines plus tard, il remporte une étape puis le classement général du Dookoła Mazowsza, sur le territoire polonais.

## Palmarès sur route

### Par année
- 2017
  - 3e du championnat de Tchéquie du contre-la-montre juniors
- 2023
  - RBB Tour :
    - Classement général
    - 3e étape

  - Trnava Tour
  - 3e du championnat de Tchéquie sur route
- 2024
  - RBB Tour :
    - Classement général
    - 3e étape
- 2025
  - Dookoła Mazowsza :
    - Classement général
    - 2e étape

### Classements mondiaux
| Année           | 2023 | 2024 |
| --------------- | ---- | ---- |
| UCI Europe Tour | 711e | 826e |

## Palmarès en cyclo-cross
- 2016-2017
  -  Champion de Tchéquie de cyclo-cross juniors
- 2022-2023
  - Grand Prix Podbrezová, Podbrezová
  - Classement général de la Toi Toi Cup
    - Toi Toi Cup #6, Kolín